# Dagomys
Dagomys (ros. Дагомыс) – mikrorejon w rejonie łazarewskim w Soczi (Kraj Krasnodarski, Rosja). Stacja Kolei Północnokaukaskiej.
Położony na brzegu Morza Czarnego, przy ujściu Zachodniego i Wschodniego Dagomysu, 12 km (szosą) od centrum miasta Soczi (dworca morskiego). Ma ok. 30 tys. mieszkańców.

## Historia

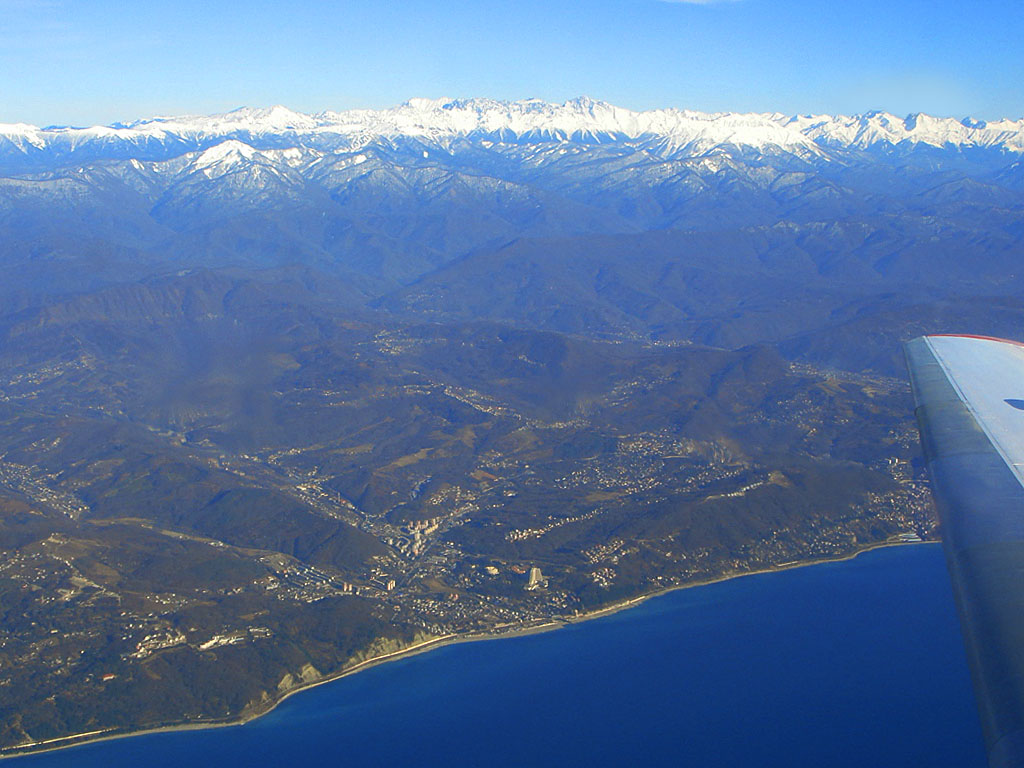
Widok Dagomysu i Głównego Grzbietu Kaukaskiego z pokładu samolotu

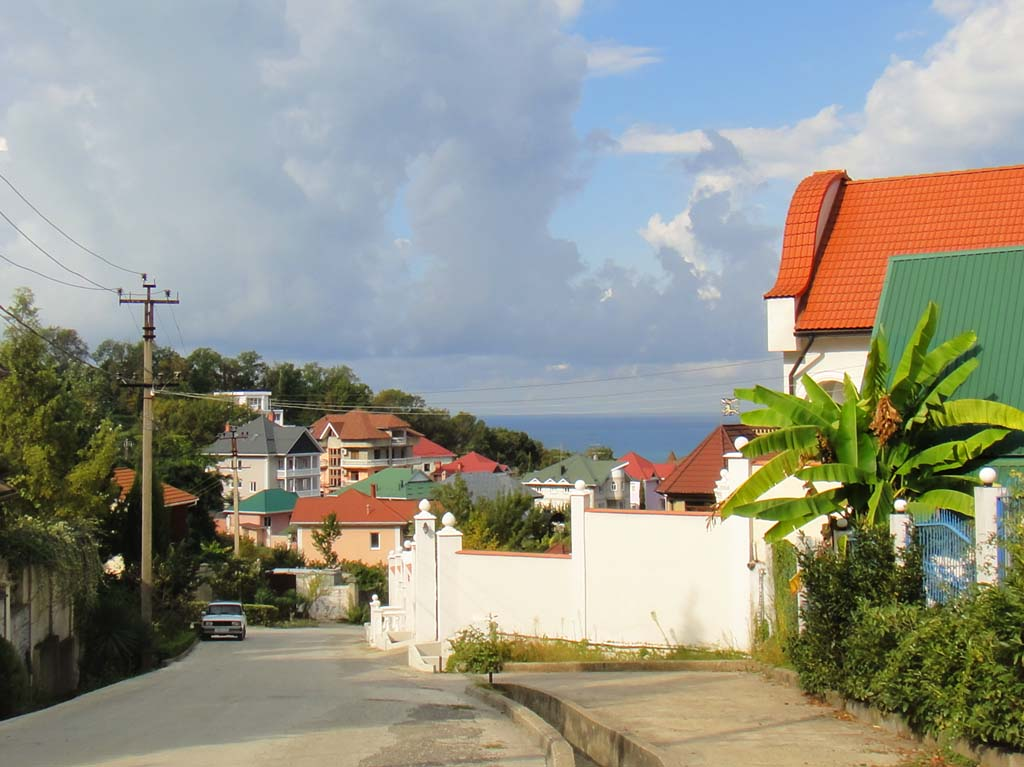
Dagomys

Pierwotna rosyjska osada była znana pod nazwą Kubanskij post. Po zakończeniu w 1864 wojny kaukaskiej Rosja aktywnie przystąpiła do rozwoju czarnomorskiego wybrzeża Kaukazu. Proces ten zaczął się od osiedlenia na nowych ziemiach odchodzących ze służby żołnierzy Korpusu Kaukaskiego. W dolinach rzek Zachodni i Wschodni Dagomys były nadawane żołnierzom drugiej, trzeciej i czwartej roty 2. Kaukaskiego Batalionu Liniowego. W taki właśnie sposób zaczęli nazywać swoje osiedla – Wtoraja Rota, Trietja Rota, Czetwiortaja Rota. W l. 80. – 90. XIX wieku na te obszary przeniosła się masa migrantów z najróżniejszych zakątków imperium rosyjskiego.

### Carskie posiadłości

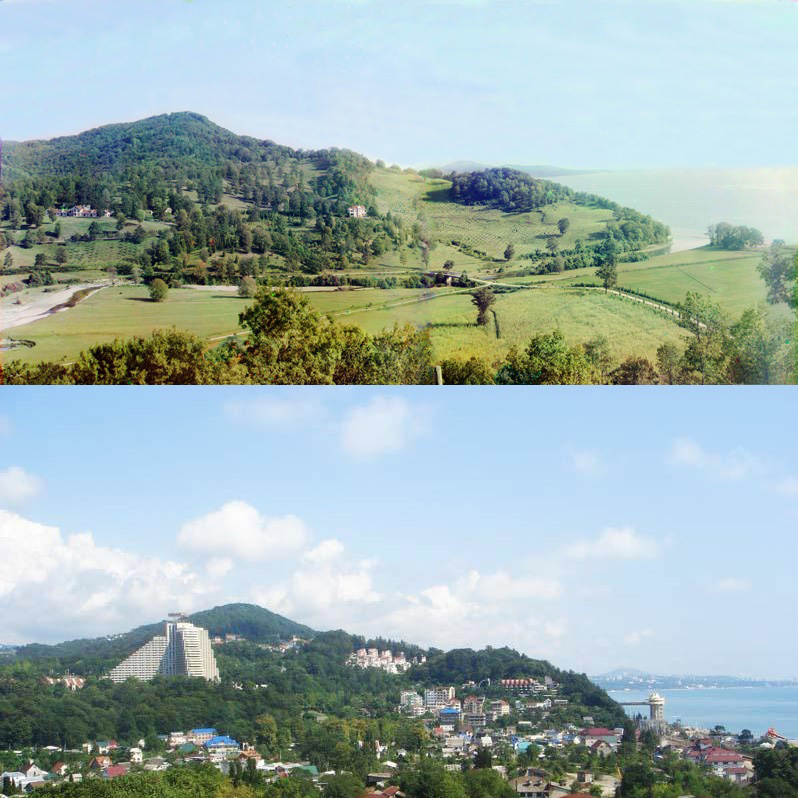
Dagomys na początku XX wieku i obecnie

Pod koniec XIX wieku najcenniejsze ziemie w pobliżu morza zaczęli wykupywać carscy urzędnicy, ministrowie, wielcy posiadacze ziemscy i bankierzy. Wielką działkę przy ujściu Dagomysu do morza nabyła rodzina cara Mikołaja II. Tu zostało założone (w 1872) działające na użytek pałacu gospodarstwo – 2,5 tys. ha użytków i wielka ferma hodowlana. Dla pracujących tu chłopów zostało wybudowane niewielkie osiedle – przyszły Dagomys. Na początku XX wieku mieszkało w nim łącznie 300 osób. Zarządzał carskim gospodarstwem kniaź Uspienskij. Gospodarstwo było rentowne, w większości jego produkcja szła na rynek socziński, gdzie cieszyła się dużym popytem. Odpoczywający w Soczi przedstawiciele stołecznej szlachty poczytywali sobie za punkt honoru kupować produkty wyrosłe na carskich użytkach. Oczywiście, jakąś część wyrosłych tu warzyw i owoców przewożono do Pałacu Zimowego, na stół carski.

### Ojczyzna rosyjskiej herbaty
Na początku XX wieku Iow Antonowicz Koszman po raz pierwszy dowiódł, że herbatę można uprawiać także w rosyjskich subtropikach. Po rewolucji w Dagomysie został zorganizowany sowchoz. Potem na zboczach gór pojawiły się plantacje herbaty.

### Sanatoria i uzdrowiska
Kiedy w l. 30. XX w. na wybrzeżu zaczęła się dynamiczna budowa sanatoriów, w Dagomysie pojawił się fabryka mebli, produkująca meble dla nowych uzdrowisk. Jeszcze na początku l. 30. XX w. w Dagomysie działały dwie bazy turystyczne i kilka małych domów wypoczynkowych.
10 lutego 1961 Dagomys został włączony w skład miasta Soczi.
Ale prawdziwe kurortowe strony pojawiły się w historii osady w l. 70. XX w., kiedy budowniczowie jugosłowiańskiej firmy „Mawrowo” wybudowali tu dwa hotele, „Dagomys” i „Olimpijskij”. Ten kompleks hotelowy wiele lat był uważany za najbardziej komfortowe miejsce wypoczynku w kraju, tu odbywały się ważne sympozja, rozmowy i konferencje. Dokładnie w kompleksie hotelowym „Dagomys” w 1988 odbyło się posiedzenie 38. Konferencji Pugwash w Sprawie Nauki i Problemów Światowych, pozarządowej organizacji uczonych, postulujących zachowanie pokoju na całym świecie. Otwierał tę konferencję akademik Andriej Sacharow.

## Kompleks uzdrowiskowy „Dagomys”

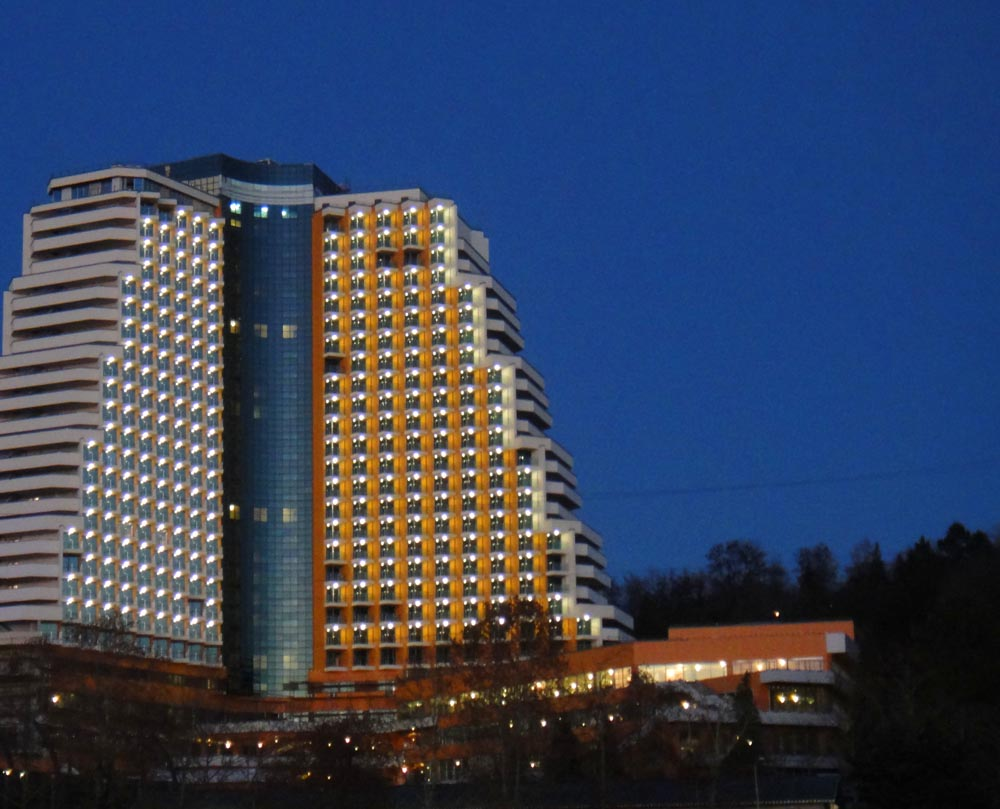
Główny budynek „Dagomysu”

23-piętrowy kompleks uzdrowiskowy o tej samej nazwie to jedna z wizytówek Dagomysu i Soczi. W 1896 miejsce to zostało wybrane na posesję cara Mikołaja II i jego dworu. W nim został założony doskonały park, znaczna część którego zachowała się do dziś. Główny budynek został wybudowany pośrodku parku w 1982. W tym czasie kompleks należał do WAO „Inturist” i obsługiwał przede wszystkim gości zagranicznych. W l. 90. XX w. infrastruktura popadła w ruinę, pokoje hotelowe świeciły pustkami.
Od 1994 „Dagomys” znajduje się pod zarządem Zarządu Spraw Prezydenta Federacji Rosyjskiej, a budynek pensjonatu „Olimpijskij-Dagomys” i przylegające do niego motel i restauracja, wcześniej znajdujące się w składzie i na terytorium kompleksu zostały własnością prywatną. Terytorium było przedmiotem sporu własnościowego, który, na rok 2005, ciągnął się kilka lat.
27-piętrowy kompleks może jednorazowo przyjąć do dwóch tysięcy wypoczywających, do dziesięciu imprez, w tym sympozja o liczebności do tysiąca osób, liczba personelu wynosi 1600 osób. Według prezesa kompleksu Konstantina Swiridowa, w planach „Dagomysu” jest rekonstrukcja na dużą skalę, otwarcie na terytorium pięciogwiazdkowego hotelu, położonego w bezpośredniej okolicy wyciągu krzesełkowego prowadzącego do plaży, budowa którego w 2010 idzie pełną parą. W czerwcu 2009 w kompeksie uzdrowiskowym „Dagomys” odbył się obóz studencki „Sławianskoje sodrużestwo”.